# Островская, Велена Романовна
Велена Романовна Островская (17 июля 1952, Закопы, Каменский район, Тульская область, РСФСР, СССР) — советский и российский библиограф и библиотечный деятель.

## Биография
Родилась 17 июля 1952 года в Закопах. В 1968 году поступила в МГИК, который она окончила в 1973 году. В 1973 году была принята на работу в ГБЛ, где она работала вплоть до 1975 года. В 1975 году была принята на работу в Управление делами Совета Министров СССР  в качестве главного библиографа, старшего библиотекаря и специалиста и проработала вплоть до 1992 года. В 1992 году была принята на работу в Департамент культуры Правительства РФ в качестве специалиста-эксперта и проработала вплоть до 1996 года. В 1996 году была избрана на должность президента Фонда народных художественных промыслов РФ, а также директора музея русской матрёшки. С 2001 по 2004 год была  директором РГЮБ.